# Rozala d'Italie
Pour les articles homonymes, voir Suzanne.
Titres
Reine des Francs
24 octobre 996 – fin 996
(quelques semaines)
Comtesse de Flandre
vers 968 – 30 mars 987
Rozala d'Italie, également appelée ou Rozala d'Ivrée ou surnommée Rozala Suzanne, née vers 950-960 et morte le 13 décembre 1003 ou 7 février 1004, est comtesse de Flandre par mariage, puis très brièvement reine des Francs. Elle était la fille du roi d’Italie Bérenger II.

## Biographie
Elle était l'une des filles du margrave d'Ivrée puis roi d'Italie, Bérenger II et de son épouse Willa d'Arles,.
Elle épousa en premières noces le comte de Flandre Arnoul II (961 - † 987), dont elle eut :
- Baudouin IV (980 - † 1035) ;
- Mathilde († 995).

Son fils étant mineur à son avènement, elle assura la régence.
Devenue veuve, et malgré la différence d'âge (dix-sept ans de plus), elle épousa  en 988 Robert, futur roi de France Robert II le Pieux, selon les souhaits du père de ce dernier, Hugues Capet. Celui-ci désirait fonder une dynastie et était à la recherche d'alliances royales pour son fils. La dot était intéressante, puisqu'elle apportait Montreuil et le Ponthieu,. Robert se sépara d'elle (v. 991/992), puis, en 996, la répudia tout en gardant la dot.
Rozala, qui avait changé son prénom en devenant reine pour celui de Suzanne, se retira en Flandre auprès de son fils Baudouin IV où elle mourut et fut inhumée en l'abbaye Saint-Pierre-au-Mont-Blandin à Gand. En fin d'année 996 ou début 997, le roi Robert II épousa Berthe de Bourgogne veuve d'Eudes Ier de Blois.